# Corystes cassivelaunus
Genre
Espèce
Corystes cassivelaunus est une espèce de crabes de la famille des Corystidae. C'est l'unique espèce du genre Corystes (monotypique). Le nom français coryste (et le latin corystes) vient du mot grec κορυστής qui signifie combattant armé d'un casque.

## Noms vernaculaires
Parmi d'autres : coryste, coryste denté, crabe casqué, crabe masqué.

## Description
Crabe fouisseur, vivant dans le sable.
Carapace allongée, jusqu'à 40 mm.
Antennes longues et robustes recouvertes de soies.
Le mâle a de très longs chélipèdes, ceux de la femelle sont très courts

## Répartition
Infra et circalittoral, sur fonds sableux fins, peu profonds.
Côtes britanniques, scandinaves et atlantiques jusqu'au Portugal et en Méditerranée.

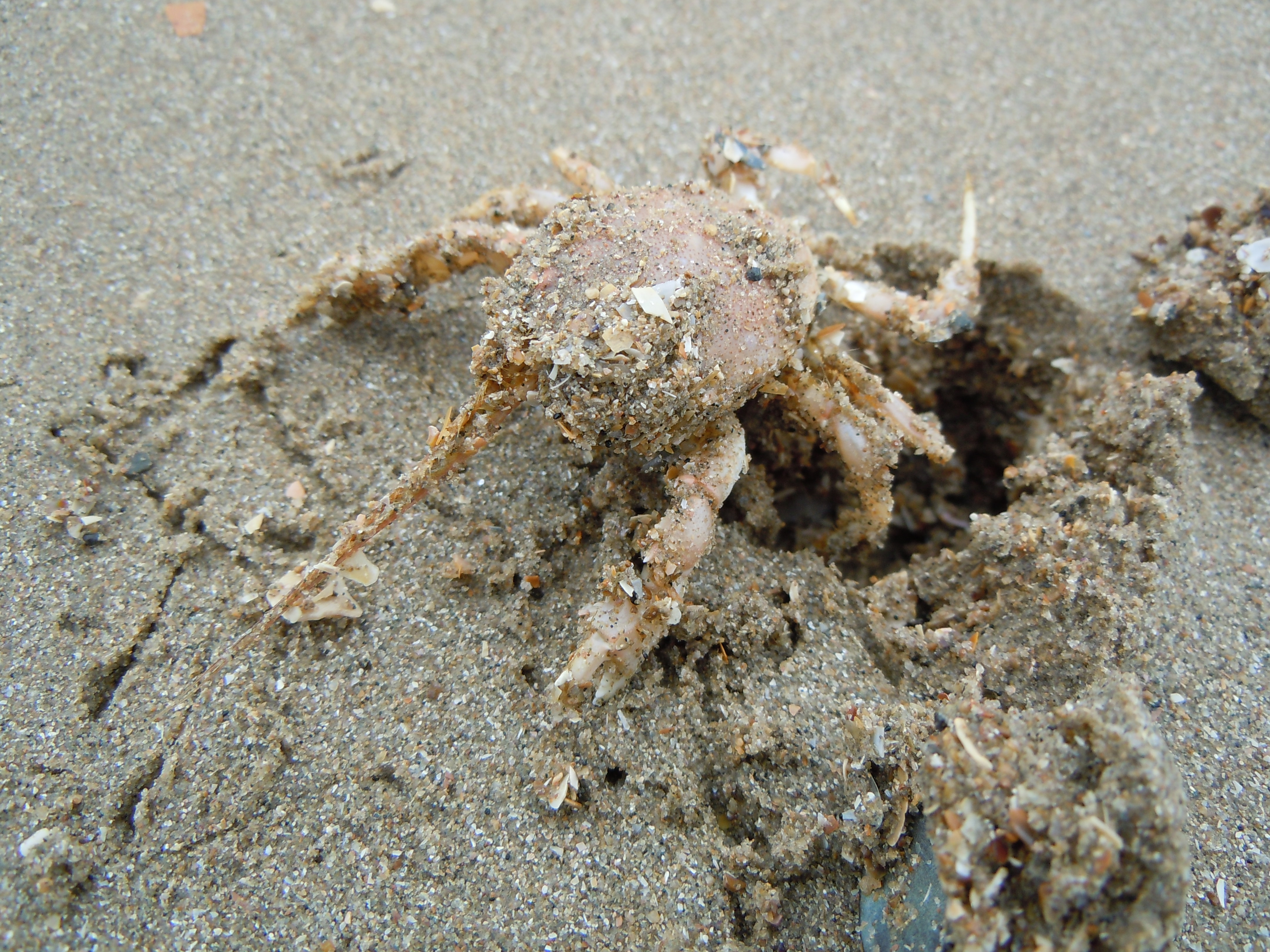
Femelle, recouverte de sable, sortant de son trou à marée basse.
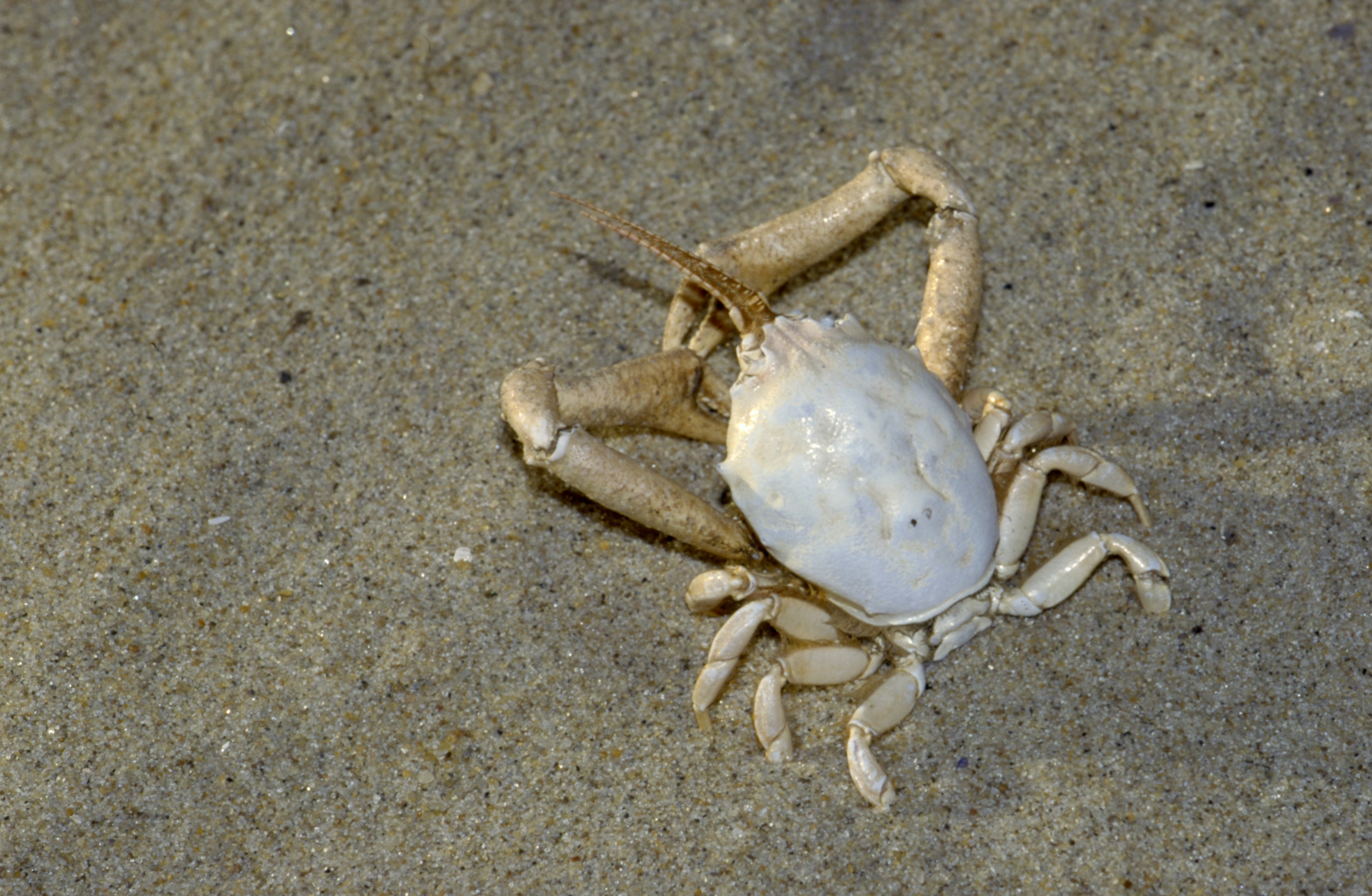